# Cross-cutting
Cross-cutting é uma técnica de edição mais frequentemente usada em filmes para estabelecer ações ocorrendo ao mesmo tempo em dois locais diferentes. Em um corte, a câmera vai de uma ação para outra, o que pode sugerir a simultaneidade das duas cenas — mas este não é sempre o caso.